# جون هيرنغ
جون هيرنغ (بالإنجليزية: John Herring)‏ هو منافس ألعاب قوى بريطاني، ولد في 10 أبريل 1935 في لويشام ‏ في المملكة المتحدة، وتوفي في 7 أكتوبر 2003 في Lavenham ‏ في المملكة المتحدة.

## وصلات خارجية
- جون هيرنغ على موقع أوليمبيديا (الإنجليزية)
- جون هيرنغ على موقع اللجنة الأولمبية البريطانية (الإنجليزية)